# 歌川国玉
歌川 国玉（うたがわ くにたま、生没年不詳）とは、江戸時代から明治時代にかけての浮世絵師。

## 来歴
三代目歌川豊国の門人。本姓は枝または江田、俗称岩次郎。歌川の画姓を称し一宝斎、宝斎と号す。柳島に住み、のち浅草諏訪町に移る。作画期は文久から明治の頃にかけてで、春斎年昌を養子としている。